# 正方形
在平面几何学中，正方形是四邊相等且四個角是直角的四邊形。正方形是正多边形的一种：正四边形。四个顶点为 {\displaystyle ABCD} 的正方形可以记为正方形 {\displaystyle ABCD}。
正方形是二维的超方形，也是二维的正轴形。

## 性质
正方形是正四边形，是特殊的矩形、对称四边形、平行四边形。其四个内角为直角。除了四边四角相等的性质，正方形还有以下性质：
- 所有对边平行；
- 所有内角为直角（{\displaystyle 90^{\circ }}）；
- 對角線相等且互相垂直平分；
- 一组对角线平分一组对角；
- 正方形是圆内接四边形。

## 面积和周长

正方形的面积是其边长的平方

正方形的周长是它的边长的4倍。如果边长为 {\displaystyle a}，那么周长{\displaystyle P=4a}。正方形的面积是其边长的平方。如果边长为 {\displaystyle a}，那么面积{\displaystyle A=a^{2}}。如果我们知道正方形的对角线长 {\displaystyle d}，那么我们也可以之计算面积 {\displaystyle A={\frac {d^{2}}{2}}}，如果正方形边心距为 {\displaystyle r}，外接圆半径是 {\displaystyle R}，那么{\displaystyle A=4r^{2}}。{\displaystyle A=2R^{2}}。
若正方形的邊長為整數，其面積就是一個完全平方数。在周长固定时，正方形的面積一定大於其他非正方形的四邊形的面积。

## 对称性
正方形是一种高度对称的平面图形，它关于两条对角线的交点中心对称（这个点又被称作正方形的中心）。它的对称轴有四条，分别是对边中点的连线以及两条对角线。保持正方形不变的变换有8种，包括全等变换，以正方形中心为中心、角度为90度、180度和270度的旋转，以及关于四条对称轴的反射。这八个变换组成了一个群，是二面体群中的一个，记作D4。
| 全等变换，四个顶点都不变 | r1（顺时针90°旋转） | r2（180°旋转）                 | r3（顺时针270°旋转）           |
| fv垂直反射               | fh水平反射          | fd沿主对角线（左上至右下）反射 | fc沿副对角线（右上至左下）反射 |
| 二面体群D4               |                     |                                |                                |

## 正方形与无理数
公元前五世纪时，毕达哥拉斯学派最早证明了正方形的对角线长度与边长长度的比例：{\displaystyle {\sqrt {2}}}，是无法表示为两个自然数的公比的。

使用圓規與直尺建構出正方形。

## 平面镶嵌
用同一种多边形不重疊地将平面“铺满”，称为平面的正镶嵌图。正方形是能够组成平面的正镶嵌图的三种正多边形之一（另外两种分别是正三角形和正六边形）。